# 밀 Mi-24
밀 Mi-24(NATO 코드명: 하인드)는 소비에트 연방의 공격 헬리콥터로 현 러시아 공군에서도 260대를 운용 중이며 서방측의 공격 헬리콥터와는 다르게 공격과 수송을 모두 담당하고 있다.

## 배경
1960년대 소련은 미국이 베트남 전쟁 당시 헬기를 유용하게 사용하는 것을 보았다. 그리고 미국이 수송 헬기가 착륙하기 전 해당 지역의 적을 제압하기 위해 공격 헬기를 따로 개발하는 것을 보면서 소련은 수송 헬기와 공격 헬기를 따로 운용하는 것보다 둘을 합친 형식으로 운용하는 것이 더 좋다 판단하고, 밀 설계국과 카모프 설계국에 '공격과 수송을 동시에 담당할 수 있는 헬기'를 요구한다. 양 설계국이 내놓은 설계안 중 최종적으로 밀 사의 것이 채택되었고, 밀 사의 시제기 V-24가 1969년 9월 19일 첫 비행에 성공한 뒤 여러 여러 테스트를 거친 후 Mi-24 하인드를 탄생시켰다. 초창기 하인드는 수송 병력에 대한 지원을 목적으로 무장을 하였으며 뒤에 대전차 미사일을 탑재하여 공격력이 강화된다. 1973년 동독에 주둔한 붉은 군대에 처음으로 도입되었고, 그 뒤 소비에트 연방의 동맹국으로 보급되었다.

## 설계
밀 Mi-8 수송용 헬리콥터를 2인승 공격형 헬리콥터로 개조한 것이다. 5엽 메인 로터 허브를 밀 Mi-8 수송용 헬리콥터와 공유하며, 엔진은 같은 계열의 좀 더 강력한 버전을 채택했고, 테일로터는 기존 Mi-8의 추진방향인 우측에서 견인방향인 좌측으로 이동되었다. 테일로터의 회전방향이 바뀜에 따라 테일로터 블레이드 방향도 반전되었다. 또한 고중량 화물을 수송할 것이 아닌데다, 고속성이 요구됨에 따라 메인 로터 블레이드가 짧아져 로터 직경이 17.3m로 줄어들었다.
또한 처음부터 중무장을 예상하여 작아진 로터 직경과는 반대되는, 고정익기급의 대형 완전축류식 자유터빈 터보샤프트 엔진을 채용하여 여유추력을 많이 가지고 있다. 동체 양쪽에는 하반각과 받음각(육안 추정치 대략 16~17도 사이, 19도 주장 존재함)을 가진 스터브윙에 무장을 탑재한다. A~C형의 조종실은 3인승으로 전방에 사수, 바로 뒤의 병렬좌석에 조종사와 기술병이 탑승하며(이는 Mi-6의 무화물 무승객 시 6인 승무 체제를 연상시키는 부분이다), D형의 조종실은 완전히 재설계되어 전방에 사수 뒤에 조종사가 탑승하는 방식이 되어 서방측과 동일해진다. 기수 아래에는 12.7mm(.50 Cal의 소련 규격) 4총신의 개틀링 중기관총을 탑재하고, 좌우에는 각종센서를 내장한 포드를 적재한다. 후기형에서는 적 공격 헬기와의 전투를 고려해서 기수 아래의 12.7mm 개틀링 중기관총을 제거하고 기체 왼쪽에 30mm Gsh-30K 이중급탄 GAST(기계식 연결장치를 채택한 연장 작동방식) 기관포를 장착하거나, 23mm GSh-23-2 GAST 기관포탑을 장착하고 있다. 주익의 파일런에는 AT-2나 신형인 AT-6 대전차 미사일을 장착가능하며 160mm S-16 로켓, 210mm S-24 로켓, 57mm 포드에 장전하는 55mm S-5 로켓, B-8V20 포드에 장전되는 80mm S-8 로켓, 125~250kg 폭탄, 23mm 기관포 포드 등을 탑재할 수도 있다. A~C형은 전반적으로 7.62mm탄을 막을 수 있게 되어 있으며, 동체 아래, 엔진 주면 등 취약한 곳은 14.5mm탄까지 방어할 수 있다. 그리고 메인 로터와 테일 로터는 티타늄으로 제작되었다. D~E형은 모든 각도에서 12.7mm탄을 막을 수 있으며 특히 조종석 주변은 티타늄 방탄판으로 둘러 37mm탄에도 버틸 수 있게 되었다. 그리고 엔진 흡기구에 콘을 씌워 먼지 흡입량과 빙결 등을 줄였고, 선택적으로 배기구에 외부 공기와 배기를 섞는 배기 믹서도 장착 가능하며, 적외선 추격방해 재머도 장착하였고 또한 80년대 아프간 침공전 과정에서 기존 신호플레어 외에 다량의 기만용 플레어를 추가로 탑재하였다. 둔해 보이는 외형과는 달리 고출력 엔진 덕에 링스 다음으로 빠른 360km/h의 속도를 낼 수 있다. 소련 해체 후의 실험기에선 비공식적으로 410km/h를 달성하기도 했다.

착륙 시 2.5도 가량 우측으로 기울어진다. 이는 소련 시절 운용 초기에 이착륙 및 호버링 시에 자꾸 사이드 슬립이 발생되는 문제가 있었기 때문이라고 한다.

## 제원
기체
- 메인로터 직경: 17.30m
- 전장: 21.35m
- 기체폭(스터브윙 포함): 약 6.7m
- 메인 랜딩기어 윤거(횡간격): 3.05m
- 전고: 5.47m
- 기체 기울임각: 우향 2.5도, 상향각 있으나 값 확인 불가.
- 테일로터 배치: 우측(A~C형), 좌측(현행생산형), 페네스트론(시험기)
- 탈착식 스터브윙 양력 발생 유무: No(초기 시험기), Yes(후기 시험기 및 양산기)
- 양력 발생 효율: 최고속도에서 25%(Mi-6와 동일), 정지 시 항력에 따른 약간의 하중 유발함
- 스터브윙 하반각 유무: No(초기 시험기), Yes(후기 시험기 및 양산기)
- 스터브윙 파일런 수: 6개소

성능
- 총중량: 12,000kg
- 최대속도: 335km/h
- 항속거리: 450km
- 승무원: 2명(조종사, 화기통제사) 혹은 3명(조종사, 화기통제사, 기술병)
- 수송인원: 완전무장한 보병 8명 또는 이동식 스트레치카 4대 (부상병 운송용). 중량제한 1.5톤으로 완전군장 병력 수송 시 8명에 파일럿 2명을 합하면 이 중량에 거의 정확히 맞아떨어짐.
- 주 엔진: Isotov TV3-117VMA 자유터빈 축류식 터보샤프트(2,200shp)×2, 각 엔진 정렬은 종방향, 횡으로 배치됨.
- APU: 이브첸코-프로그레스 AI-9/AI-9V 원심식 터보샤프트, 56 kW (75hp)×1, 횡방향 정렬, 좌흡기-우배기
- 연료량: 주 연료탱크(5개소) 1,840 리터+보조 연료탱크(탑승칸 내부 2개소) 각 1,227 리터+PTB-450(ПТБ-450) 드롭탱크(외부 파일런, 4개소) 각 450 리터씩 = 6094 리터이나, 5494 리터로 제한하는 경우 있다는 주장 존재함. 실제로도 중량 문제로 내부연료 만재 시 보조 연료탱크 × 2기와 드롭탱크 × 4기 둘 중 하나로만 추가적재 가능.

고정무장
- 12.7mm 중기관총 1정(A~C형)
- 12.7mm 후하방 중기관총 1정(D형 시험기)
- 12.7mm Yak-B 4연장 회전포탑식 개틀링 중기관총(현행생산형) 또는 NPPU-23 연장 회전식 23mm 기관포탑, 주포 23mm GSh-23-2(현행생산형)
- 30mm Gsh-30K 연장 기관포 포드(E형 이후,중기관총과 함께 장착하거나, 중기관총을 탈거하고 장착하기도 함)

스터브 윙 장착 변동 무장
중량제한 최대 2.4톤(단순계산 시 2.5톤도 가능하나 무리가 갈 우려가 있어 급격한 기동을 할 수 없게 됨. 병력 탑승 시엔 총 가용중량 3.5톤 중 1.5톤이 병력 및 파일럿 무게로 빠져나가므로 무장과 연료 포함 잔여 가용중량은 2톤이며, 전체 작전에 필요한 연료를 급유하고 남는 무게만이 무장에 할애됨. 아래 제원을 기준으로 B-8V20과 9M120 사용 시 9M120용 장착대를 제외한 무장중량은 1598 kg이며 장착대 포함 시 400kg 미만의 연료만이 가용함) - 내측 4개소 각 500 kg, 외측 최대 250 kg 범위내.
내측 파일런 - 각 500 kg 4개소
- UB-32 S-5 57mm 로켓포드, 55mm S-5 계열 로켓 32발, 완전 장전시 총중량 264 kg
- B-8V20 로켓포드, 80mm S-8 계열 로켓 20발, 완전 장전시 총중량 350 kg
- B-13L/B-13L1 로켓포드, 122mm S-13 계열 로켓 5발, 완전 장전시 총중량 445~535 kg
- 최대 발당중량 500kg 까지의 항공폭탄(ZAB, FAB, RBK, ODAB) - 경량 폭탄은 MBD 연장 투하대 사용 가능
- R-60M, R-73V 단거리 공대공미사일(시계내 교전용)
- KGMU2V 자탄/지뢰 투하기(Dispenser)

외측 파일런 - 각 250 kg 2개소
- 9K38 이글라
- 9M220O(9M120(AT-9)의 변종)
- AT-2, AT-6 유선유도 대전차미사일
- 9M120(AT-9) 레이저유도 대전차미사일, 발당중량 49.5 kg

항전장비
- GOES-342 TV/FLIR, ONV1NVG, HUD, 회전식 기총 포기 및 고정기총 장착 시 회전총탑 장전해치 자리에 기상관측용 AESA 레이더 장착 가능(최신 옵션이며 성능이 다 공개되지 않은 만큼 공대공 가능할 가능성 있음)

## 운용국가
Mi-24는 현재 러시아를 위시한 구 소련권 국가들을 비롯하여 중남미, 동유럽, 아프리카, 아시아 등 여러 국가에서 군용 공격 헬기로 운용중이다. 미국의 AH-1 코브라나 AH-64 아파치에 비하면 도입 운용 국가들은 상당히 많은 편이다.
- 러시아

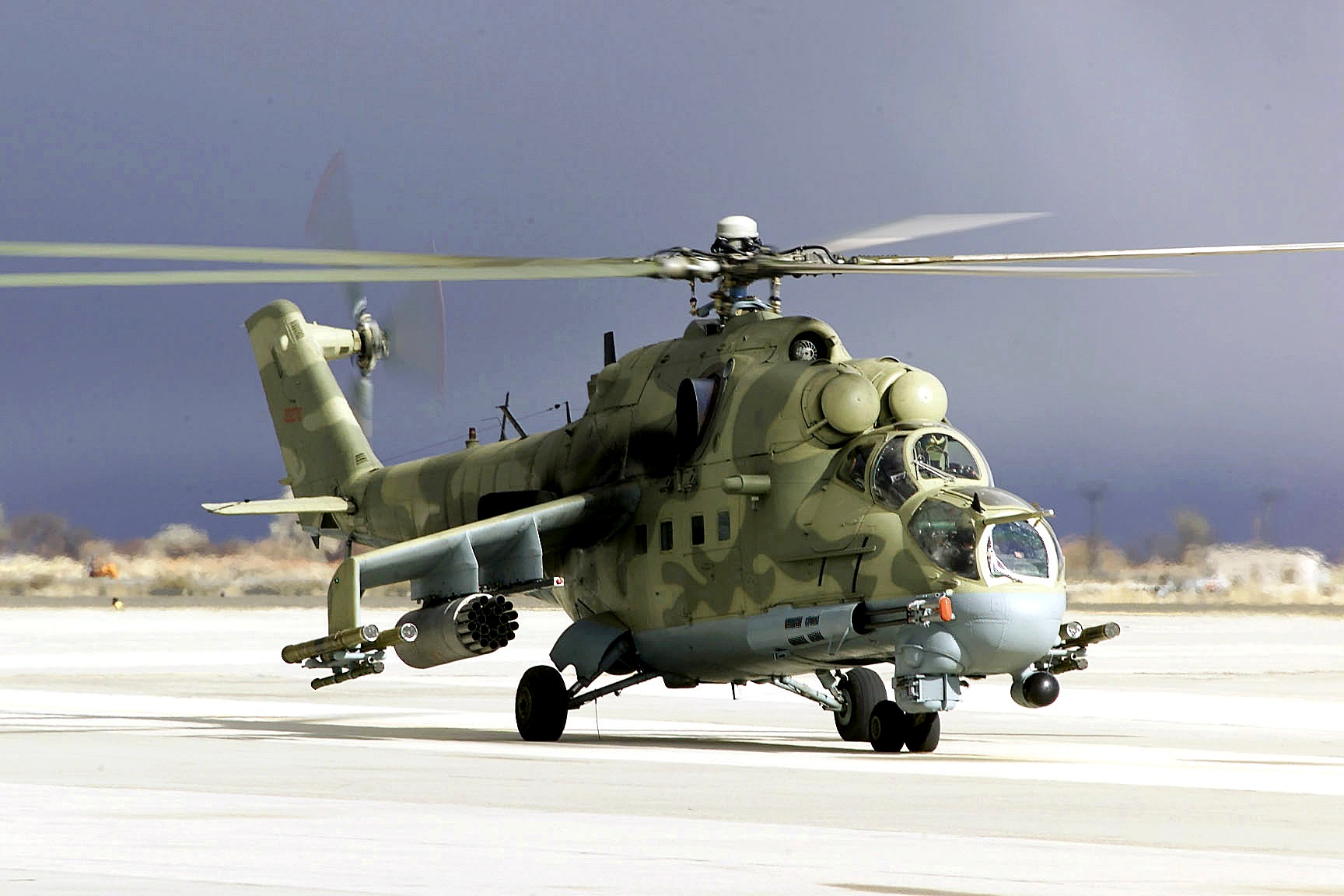
Mi-24P 미국 육군 가상 적 부대

- 미국 - 2기가 랭캐스터 공항 내 냉전항공박물관 소속 동태보존기로서 미군 가상적기 훈련 대여용으로 비행하고 있고, 알려지지 않은 소수의 기체가 가상적기 부대에 소속되어 있다.
- 쿠바
- 페루
- 불가리아
- 폴란드
- 체코
- 헝가리
- 앙골라
- 나이지리아
- 르완다
- 모잠비크
- 세네갈
- 기니
- 니제르
- 말리
- 에티오피아
- 우간다
- 나미비아
- 콩고 민주 공화국
- 적도 기니
- 수단
- 에리트레아
- 지부티
- 알제리
- 짐바브웨
- 차드
- 부르키나파소
- 리비아
- 베트남
- 몽골
- 스리랑카
- 아프가니스탄
- 타지키스탄
- 키르기스스탄
- 카자흐스탄
- 우즈베키스탄
- 우크라이나
- 벨라루스
- 아르메니아
- 아제르바이잔
- 조지아
- 투르크메니스탄
- 미얀마
- 인도네시아
- 예멘
- 인도
- 이라크
- 시리아
- 북마케도니아
- 니카라과
- 브라질
- 베네수엘라
- 북한

## 실전 참여
- 소비에트 연방의 아프가니스탄 침공
- 이란-이라크 전쟁
- 스리랑카 내전
- 걸프 전쟁
- 유고슬라비아 전쟁
- 체첸 전쟁
- 앙골라 내전
- 이라크 전쟁
- 2008년 남오세티야 전쟁
- 시리아 내전
- 러시아-우크라이나 전쟁

## 같이 보기
- 밀 Mi-8
- 밀 Mi-28
- KUH-1 수리온
- UH-60 블랙 호크

1. ↑  “Mil Mi-24 - Wikipedia”. 07.21.2024에 확인함.
2. ↑  “Ми-24/Ми-35”. 《Ассоциация Вертолетной Индустрии》. Ассоциация Вертолетной Индустрии. 2024년 11월 10일. 2024년 11월 10일에 확인함.